# Mitake (Tokio)
Der Berg Mitake (jap. 御岳山, Mitake-san) ist ein Berg im Gebiet der Stadt Ōme der Präfektur Tokio in Japan. Er ist 929 m hoch und trägt einen Shintō-Schrein, den Musashi Mitake-Schrein (武蔵御嶽神社, Musashi Mitake-jinja; 35° 46′ 58,8″ N, 139° 8′ 57,8″ O).
Erschlossen wird der Berg durch eine Standseilbahn und eine Sesselbahn des Unternehmens Mitake Tozan Tetsudō.
Der Berg ist einer von einem ganzen Dutzend in Japan, die mit den Schriftzeichen 御岳山 bezeichnet, werden, siehe Ontake.

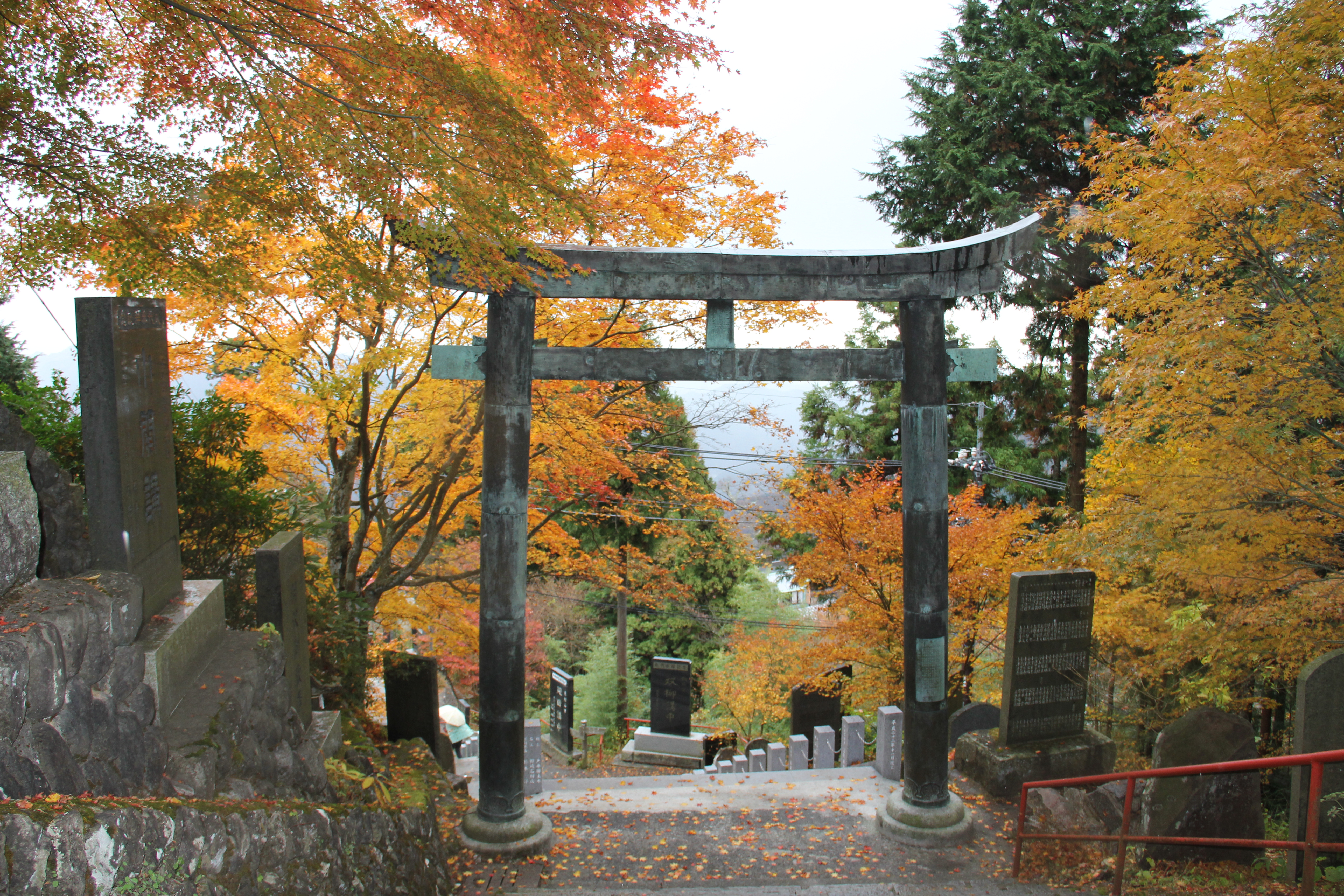
Weg zum Gipfel des Mitake